# Grande mosaïque de Lillebonne
Vous lisez un « article de qualité » labellisé en 2015.
La grande mosaïque de Lillebonne est une mosaïque d’époque romaine, trouvée en 1870 à Lillebonne (France), ancienne Juliobona. Lors de sa découverte, elle mesurait 8,56 m sur 6,80 m. On estime qu'elle date de la fin du IIIe ou du IVe siècle apr. J.-C., même si la datation ne peut être précisée davantage.
La mosaïque a été largement restaurée et étudiée à partir de la fin du XIXe siècle, et des interprétations diverses ont été émises à son propos. À partir des années 1970, plusieurs travaux de Jean-Pierre Darmon ont concerné l'œuvre. L'étude du dossier a permis de démontrer que des « parties intactes à l’origine sont (…) de la main d’un restaurateur moderne » et donc que l'objet qui est conservé n'est plus tout à fait celui qui a été retrouvé par les archéologues.
En dépit des altérations subies, cette mosaïque constitue l'un des plus célèbres pavements de mosaïque découverts en France au XIXe siècle et l'une des découvertes majeures d'œuvre antique dans l'actuelle Normandie.
Après de nombreuses pérégrinations, amputée car elle mesure désormais 5,73 m sur 5,92 m, l'œuvre est conservée au musée des Antiquités de Rouen.

## Aperçu sur l’histoire antique de la cité
La mosaïque provient d'une villa suburbaine de l'actuelle ville de Lillebonne, ville située à un « carrefour de routes sur la rive droite de la Seine ».

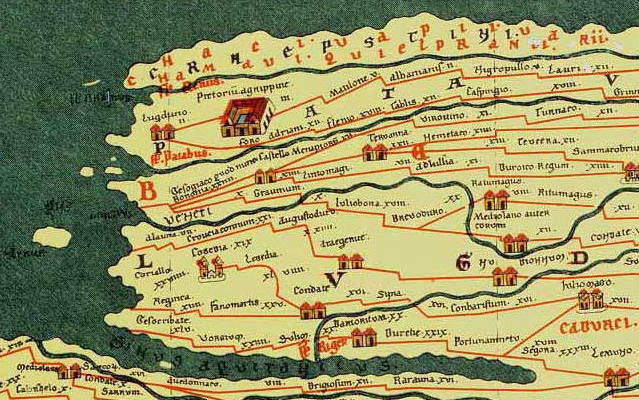
Détail de la Table de Peutinger au - IVe siècle, (Juliobona est au centre).

Juliobona est considérée comme la cité principale du peuple calète et mentionnée comme telle par Ptolémée, Géographie, II, 8, 5.
Le site n’a pas livré de traces d’occupation gauloise, et semble une fondation augustéenne datable de la réorganisation de la Gaule entre 16 et 13 av. J.-C. La cité possède alors un « plan orthogonal adapté aux contraintes topographiques ».
La conquête de la Bretagne par Claude semble avoir eu un impact sur le développement de la cité qui connaît son apogée entre la fin du Ier et la fin du IIe siècle de notre ère, époque de prospérité économique comme dans toutes les cités de la Gaule.
La cité subit le contre-coup de la lutte pour le pouvoir en 197 entre Clodius Albinus, gouverneur de Bretagne et Septime Sévère, gouverneur des provinces danubiennes et doit faire l’objet d'importants travaux de restaurations.
Le port de la ville s’ensable peu à peu et la ville est dépassée économiquement par Rouen. « Le IIIe siècle est donc celui d’un lent déclin de Lillebonne, accéléré par la suite par la crise et par les pillages saxons (auxquels l’estuaire est exposé) », les fouilles témoignant de traces d’incendies et de l’insécurité qui règne alors.
Juliobona perd le statut de cité dès le IIIe siècle et Rouen devient la capitale de la Lyonnaise seconde lors de la réorganisation de Dioclétien. Le site n'a livré que peu de traces d'un renouveau après cette période difficile des invasions du IIIe siècle.
Lillebonne se contracte au IVe siècle autour d’un castrum constitué par la destruction de monuments publics et funéraires, autour du théâtre en particulier : ce dernier édifice est aménagé aux fins de défense peut-être dès 280-290 et l’ensemble du castrum est réalisé dans la première moitié du IVe siècle.

## Redécouverte et pérégrinations

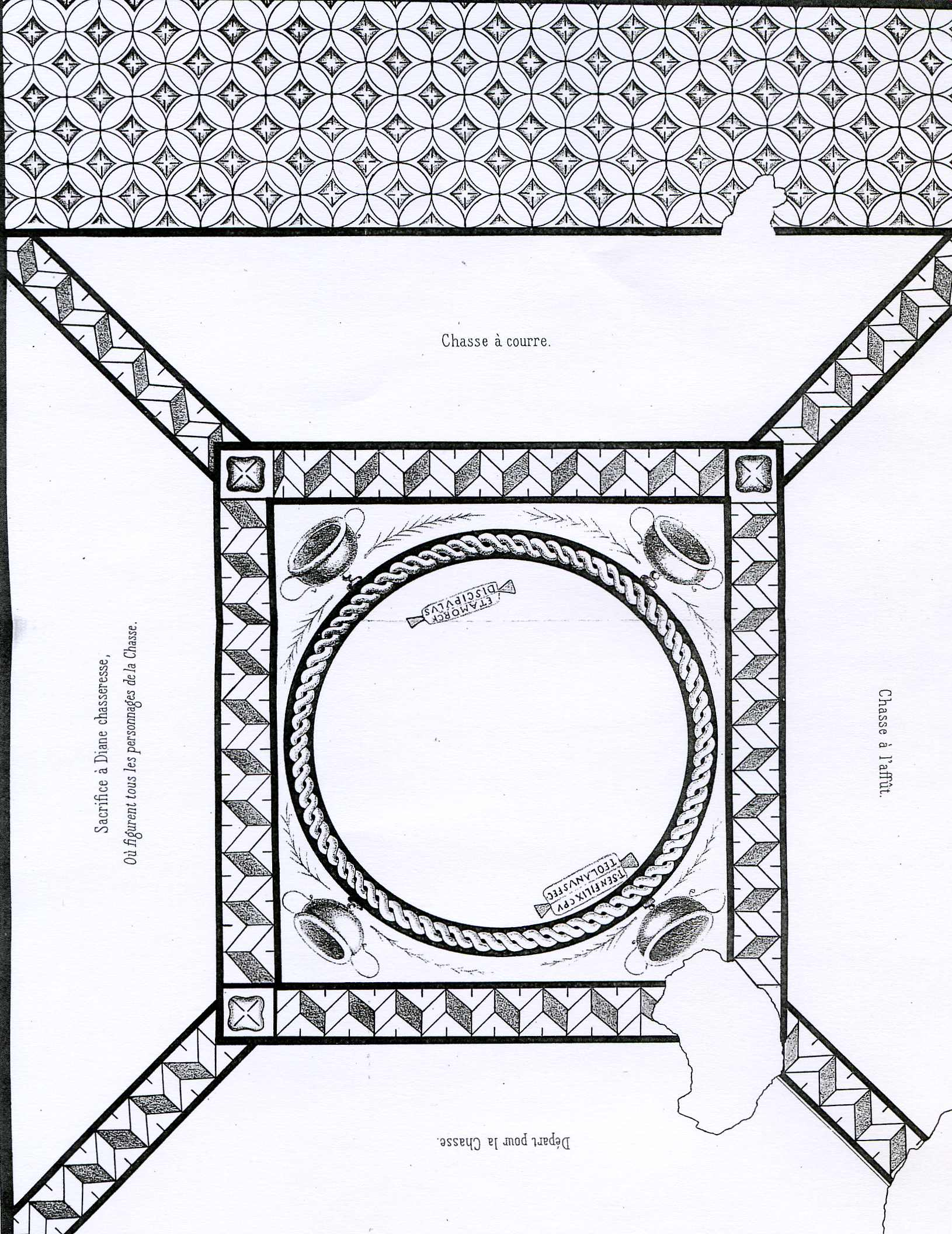
Gravure de Duval en 1870 représentant la disposition générale de la mosaïque.

### Redécouverte et première interprétation par l'abbé Cochet (1870-1879)
La mosaïque est redécouverte à une profondeur estimée entre 50 et 60 cm du sol le 8 mars 1870, dans le quartier Saint-Denis, sur un terrain dont était propriétaire le maire de Lillebonne, le docteur Pigné. La mosaïque fut découverte par un ouvrier chargé par le cafetier qui louait le terrain de transformer sa cour en jardin,.
Après la visite du site par deux membres de la Société havraise d’études diverses le dimanche 13 mars, l'abbé Cochet l'examine le 15 et le 21 mars, et en fait une description au cours du même mois. L’œuvre est découverte « isolée de toute construction moderne » et dégagée avec soin, avec « une intelligente lenteur ».

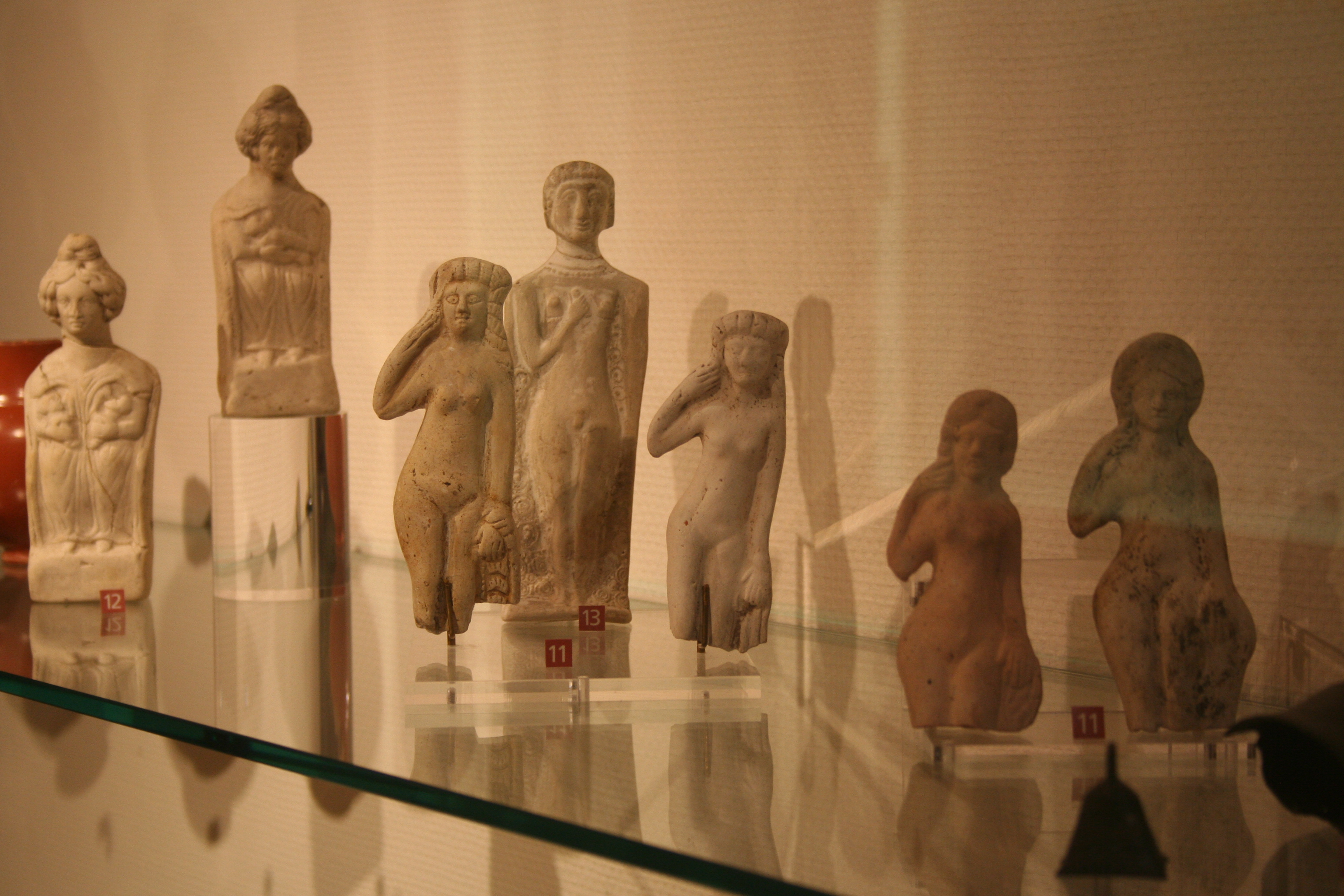
Statuettes de terre cuite sans doute d'un type similaire à celles retrouvées par l'abbé Cochet en 1870, Musée de Normandie, Caen.

La découverte est suivie par les journaux alors que l'œuvre n'est pas encore dégagée, ce qui occasionne des « descriptions partielles et [d]es interprétations souvent contradictoires, provenant des tâtonnements inévitables chez leurs auteurs, pressés d'arriver les premiers ». Le relevé de la mosaïque est effectué par Bouet tandis que Duval, percepteur à Lillebonne, se charge d’en effectuer une reproduction à l’aquarelle.
Du fait de la découverte de statuettes de terre cuite à finalité cultuelle lors du dégagement de la mosaïque, l’abbé Cochet indique en 1870 que « l’édifice, dont nous avons le pavage, était un temple consacré à Diane et à Apollon ». Cependant, il s'agit d'une interprétation abusive, manifestant une « méthode d'identification architecturale simplement appuyée sur des considérations iconographiques » selon Harmand, fouilleur du site au XXe siècle.
On considère que l’édifice d'origine a été détruit par un incendie puisque l’abbé Cochet note que « sur tout l’ensemble de la mosaïque régnait une couche noire et charbonnée, épaisse de plusieurs centimètres », dans laquelle furent trouvées des « statuettes en terre cuite, brisées ou entières » représentant des personnages assis. Le site était recouvert de fragments de tuile et furent découverts également des clous de la toiture.
Une fois dégagée, la mosaïque est exposée de façon sommaire sur le lieu de sa découverte, sous un hangar, et est accessible un temps au public. Un procès s'engage à propos de la propriété de la mosaïque entre le propriétaire du terrain et l'ouvrier, et le jugement rendu en 1879 l'est au profit du premier.

### Ventes et voyage en Russie (1879-1885)

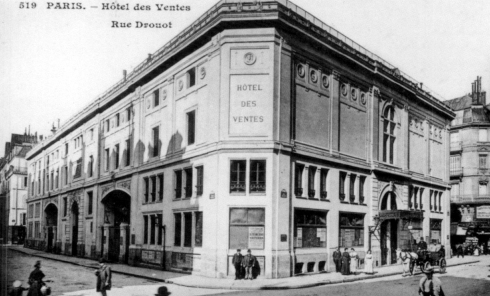
L'Hôtel Drouot, lieu de vente de la mosaïque, sur une carte postale ancienne

L'œuvre est déposée puis vendue une première fois en août 1879 à Mme Merle pour 20 000 ou 23 500 francs, après des échecs d’achat par le département de Seine-Inférieure soutenus en particulier par l’abbé Cochet et au profit du Musée des Antiquités de Rouen.
L’œuvre est déposée par un mosaïste italien réputé (il est intervenu en particulier dans la décoration de l’opéra Garnier), Giandomenico Facchina, assisté de trois Italiens et deux Français (un ingénieur et un architecte). La mosaïque quitte sa ville d’origine en diverses caisses le 1er juillet 1880.
La mosaïque est restaurée de 1880 à 1885 par deux restaurateurs successifs : Facchina en 1880-1881 (cette restauration aurait été onéreuse, avec une intervention qui aurait coûté 12 000 francs), et Zanussi, héritier de la maison Mazzioli-Chauviret, en 1883-1885. Zanussi est chargé de remonter l’œuvre au musée de Rouen avant une seconde vente.
Elle est envoyée en 60 fragments en Russie, peut-être pour y être vendue mais semble-t-il en vain car aucune affaire ne se conclut lors de ce périple, du moins pas de vente globale, les travaux de Darmon soupçonnant néanmoins des retraits d'éléments authentiques lors de ce périple.
Au retour de la mosaïque en France, elle est restaurée afin d'être vendue, par des « mosaïstes italiens de formation et d’expérience identiques, héritiers de la tradition italienne moderne ».
Elle est exposée en 22 fragments et fait l'objet d'une vente aux enchères à l'Hôtel Drouot le 16 mai 1885,. Le Musée du Louvre et le Musée des antiquités nationales de Saint-Germain-en-Laye refusent d'en faire l'acquisition, peut-être du fait des manœuvres du conservateur du Musée des Antiquités de Rouen, Maillet du Boullay. La vente se fait pour une somme de 7 245 francs frais compris alors que l’œuvre était expertisée pour 100 000 francs et avec des frais initiaux d'achat et de restauration d'environ 30 000 francs.

### Exposition au musée des Antiquités de Rouen (depuis 1886)

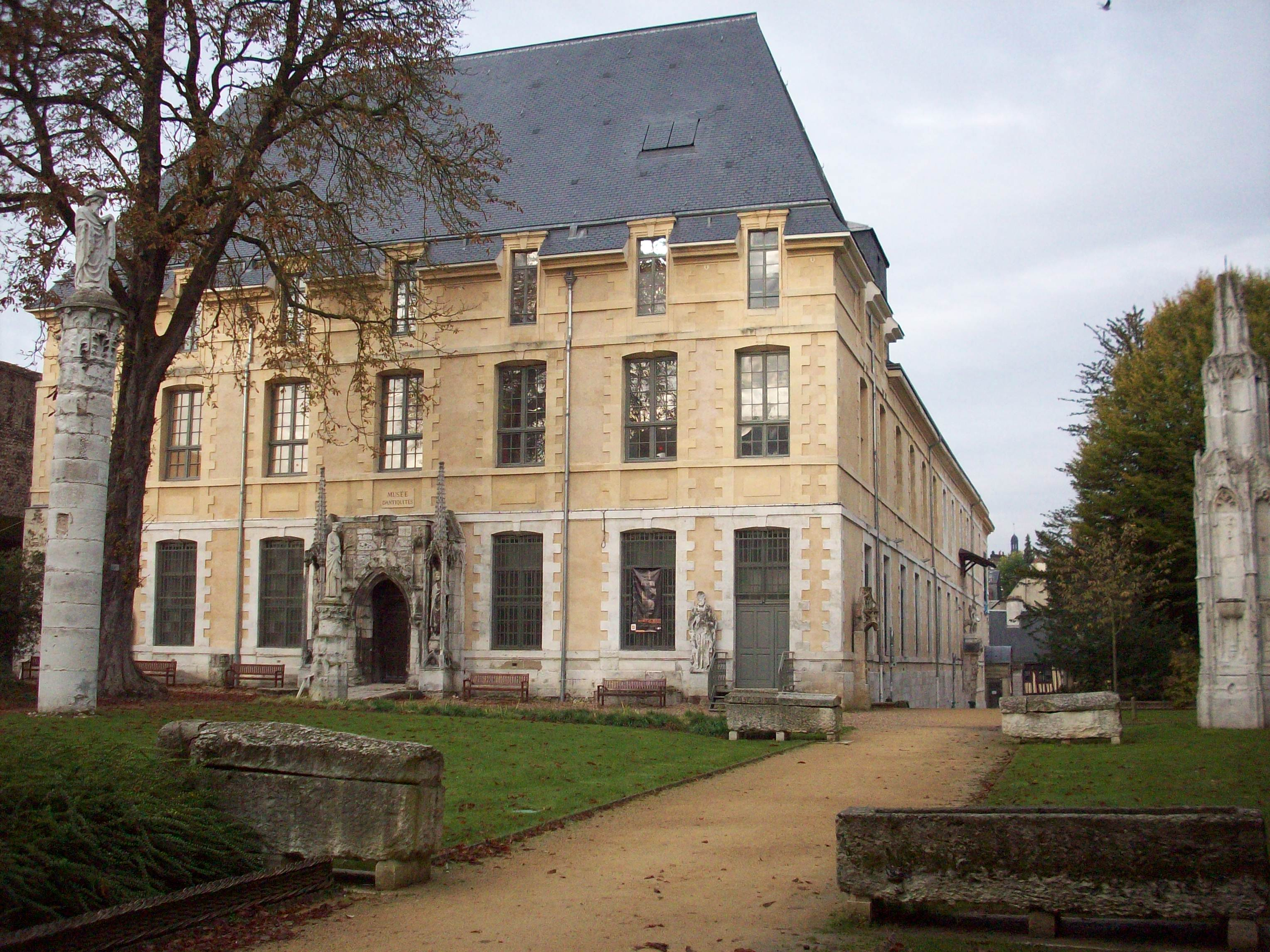
Le musée des Antiquités de Rouen, qui abrite la mosaïque depuis 1886.

Après avoir été à nouveau restaurée, elle intègre les collections du musée des Antiquités de Rouen en 1886 (et non dès l'année de sa découverte, contrairement à ce qui est dit parfois), dans une salle spécialement conçue pour elle, « digne d'abriter la mosaïque ». Des modifications importantes ont lieu en 1954.
La présentation actuelle au musée des Antiquités de Rouen figure un raccord avec un décor géométrique qui n’est pas celui d’origine mais qui est issu d’une restauration de 1886 ou d'un remontage daté de 1954, lors des derniers aménagements de la salle du musée consacrée aux mosaïques et aux sculptures. Ce décor géométrique est selon Darmon issu d’une autre découverte faite à Lillebonne en 1836, conservée au musée des antiquités puis rattachée à la mosaïque par erreur. Certaines restaurations et ajouts modernes sont également fort suspects, en particulier des têtes de personnages qui semblent assurément modernes et prouvent donc une dispersion d’éléments originaux lors des pérégrinations subies par l’œuvre.

### Fouilles et nouvelle interprétation d'Harmand
La villa dont est issue la mosaïque est fouillée par Louis Harmand en octobre 1964, avril et octobre 1965,. Le fouilleur est gêné dans les opérations par des constructions modernes et les investigations s'en trouvent limitées, en particulier du fait des destructions des couches archéologiques.
Harmand confirme que la construction n'avait pas une finalité cultuelle et n'était pas un fanum mais une villa ; cependant, cette fouille ne fait pas l'objet d'un relevé systématique du plan de l'édifice et ne livre aucun élément laissé en place lors des fouilles précédentes de la grande mosaïque.
Malgré cela, la fouille révèle que les autres pièces de la villa, parmi lesquelles des « chambres d'angle, exigües et retirées », étaient quasiment toutes pourvues d'enduits peints rouges et également d'enduits à décor géométrique, dont des alternances de panneaux de couleur verte, rouge et ocre.
Certains éléments peints étaient encore in situ sur les vestiges de murs conservés sur une hauteur de 0,25 m à 0,30 m seulement. Les fouilleurs ont retrouvé des traces de fresques de couleur rouge « sauf dans une pièce d’angle de la galerie de façade ».
La villa dans laquelle a été découverte la mosaïque est estimée datée de la seconde moitié du IIIe siècle. Cette villa était pourvue d'une galerie de façade (dans le genre de la villa au grand péristyle de Vieux-la-Romaine) et d'une tour d'angle. Le plan de la villa appartenait à un type répandu et stéréotypé selon Michel de Boüard, « un grand rectangle de 15 à 20 m de longueur sur une profondeur de 8 à 10 m, avec un cloisonnement interne variable » ; une grande pièce est pourvue de corridors donnant sur la façade munie d'un portique. Harmand identifie l'édifice dégagé à un modèle connu comme la villa de Maulévrier ou de Lébisey à Hérouville-Saint-Clair. La villa devait mesurer selon Harmand 18 m du nord au sud.
L'édifice était chauffé non par le sol mais par des éléments de terre cuite installés dans les cloisons, avec de plus une attention soutenue à éviter les pertes de chaleur. Les fouilles de 1964 ont livré des tegulæ mammatæ et des tubuli et, en 1965, ce sont des éléments du præfurnium qui sont dégagés.
Le propriétaire de l'édifice était prospère, et la mosaïque ornait une salle à manger (triclinium) qui était munie de lits d'apparat. Cependant, dans la pièce voisine, le sol était pourvu d'un pavement grossier, mettant en œuvre les « procédés de revêtement les plus élémentaires », avec des « éléments de pierre plate et [des] éclats de tuile juxtaposés ». Le triclinium était en outre pourvu de décors peints et de marbre, dont des fragments furent retrouvés lors des premières fouilles. Les murs étaient très arasés, avec une hauteur de « quelques centimètres » et une épaisseur d’environ 60 cm,.

## Description

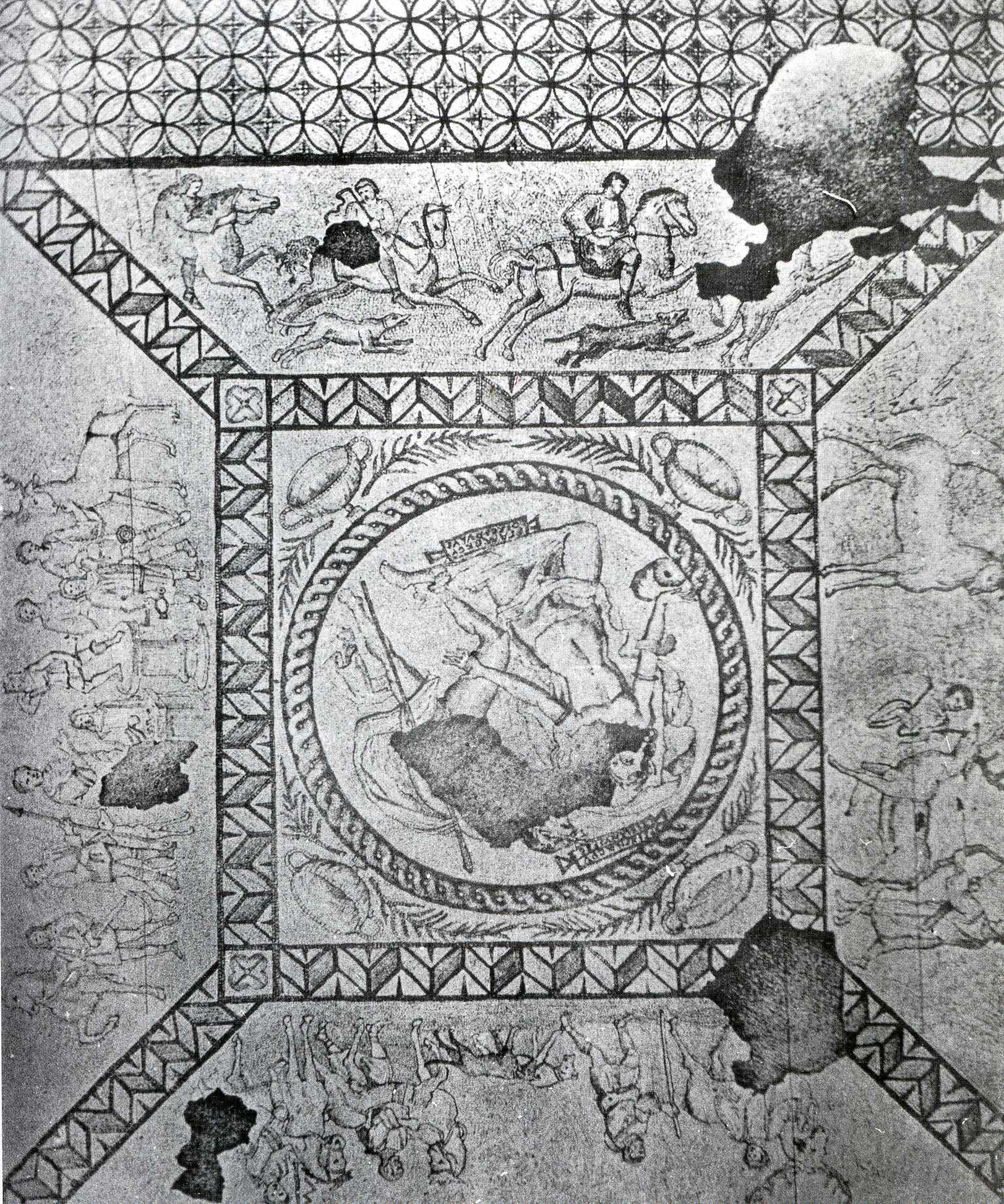
Photographie de la mosaïque en place en 1870, avant toute restauration et remaniement

La mosaïque est retrouvée avec un certain nombre de lacunes identifiables par une photographie prise en 1870. Quoi que fortement remaniée, la mosaïque est bien conservée et représente une chasse au brame de cerfs dans une « unité thématique remarquable », et dans un paysage boisé évoquant les forêts normandes, parées des couleurs de l'automne, avec des tesselles allant du jaune au rouge.
La mosaïque était présente dans le triclinium, salle à manger de la villa, selon une configuration classique en T et U,,. L'entrée de la pièce se trouvait à l'est.
Le pavage mesurait au total 8,50 m sur 6,80 m au maximum selon l’abbé Cochet. Le même souligne la qualité du ciment ayant constitué la base de la mosaïque qui « explique en grande partie la bonne conservation du pavage ». La zone portant des panneaux figurés mesure 5,80 m de long sur 5,60 m de large selon l’abbé Cochet, mais désormais 5,73 m sur 5,92 m.
Outre un tapis géométrique assez commun, elle est constituée d'un motif central de 2,55 m sur 2,75 m entouré par quatre trapèzes de 1,20 m,,. La partie à scènes figurées était enserrée dans une bordure en forme de U, blanc et noir et large de 0,55 cm.

### Au premier plan motifs géométriques
Le premier plan est occupé par un tapis géométrique de cercles sécants, qui ne constitue pas l'intérêt essentiel de l'œuvre.
Cette partie qui contient « sur un fond blanc, des cercles rouges enchevêtrés les uns dans les autres » mesurait lors de sa découverte 6,70 m de long sur 2,50 m de large selon l’abbé Cochet et 2,25 m selon Darmon.
La mosaïque à décor géométrique présentée au Musée des Antiquités ne correspond pas aux descriptions anciennes lors de la découverte, mais à une autre œuvre de Lillebonne mise au jour en 1836. Les éléments en « ont été abusivement réunis à la grande mosaïque de Lillebonne au moment de son transfert en 1954 ».
On ignore encore ce qu’il est advenu de cette partie de l’œuvre, déposée en 1880 car selon Darmon « il ne reste aucun fragment du tapis géométrique de la rallonge originelle » au sein du musée de Rouen. Le même évoque la possibilité soit d’un dépôt dans une collection privée soit d’une perte du motif car « jugé indigne d’être conservé ».

### Les motifs latéraux
Chaque trapèze figure une scène de chasse dans un paysage boisé.

#### Sacrifice à Diane

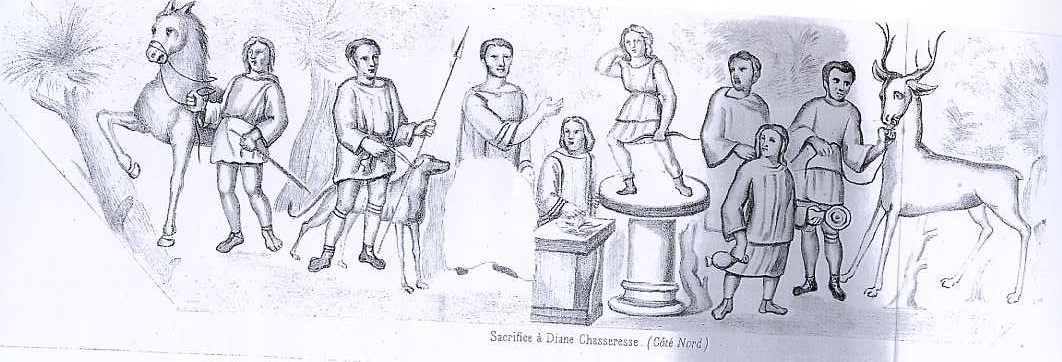
Côté nord, sacrifice à Diane Chasseresse

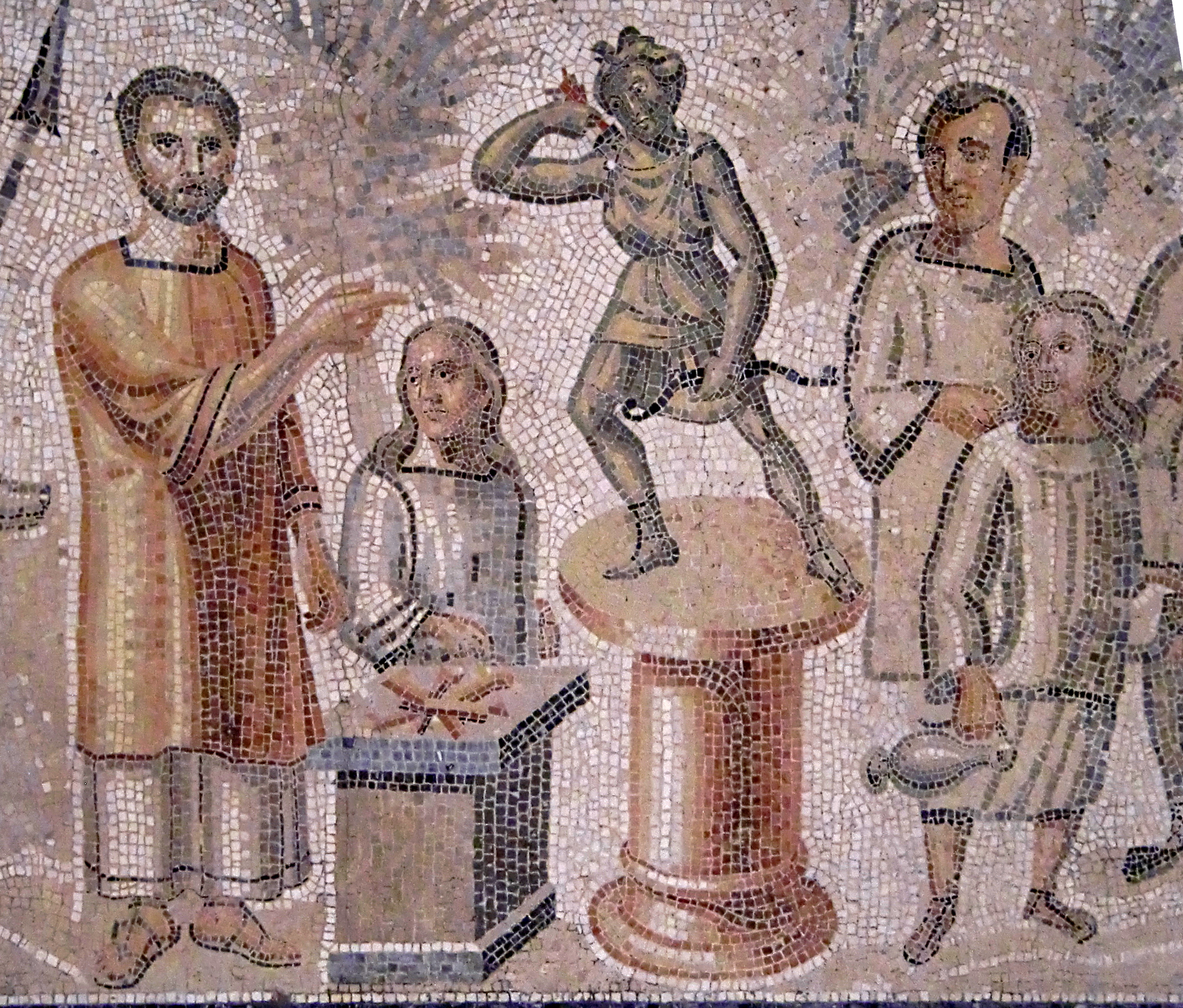
Détail de la scène du sacrifice avec Diane chasseresse sur son piédestal.

Un des trapèzes a été dénommé « sacrifice propitiatoire à Diane avant le départ pour une chasse au brame ». Il figure un sacrifice à la divinité de la chasse, Diane, qui se tient sur un piédestal circulaire et qui est représentée de façon traditionnelle avec une tunique, des sandales, un arc dans la main gauche tandis et tirant une flèche de son carquois de la main droite,. Les tesselles utilisées pour représenter la déesse sont de couleurs destinées à évoquer le bronze.
La scène présente également un autel muni de morceaux de bois destinés au feu du sacrifice, la forêt étant suggérée par la végétation présente entre les divers personnages.
Un homme, l'officiant, désigne de la main droite la statue de la divinité, « peut-être la terminaison d'un geste de baiser rituel ». D'autres personnages sont figurés à la droite et à la gauche de la déesse : parmi ces derniers, un jeune desservant derrière l'autel, un homme tenant un chien en laisse et une lance et un homme tenant les rênes d'un cheval et un fouet. À la droite de Diane, un officiant (ou un autre desservant selon Darmon) montre du doigt la représentation de la divinité ; il tient une patère et une œnochoé ; un autre individu tient un cerf, des deux mains.
La composition est soignée, « harmonieuse, avec un effet, à la fois, de symétrie et de variété » : la déesse occupe le centre du panneau et il y a une symétrie entre l'homme au cheval de la partie gauche et l'homme au cerf sur la partie droite, les autres personnages se répartissant de part et d’autre de l’autel et du piédestal sur laquelle trône la représentation de la divinité, « axe du tableau ». Le paysage est évoqué par la végétation intégrée à la composition, et le sol et les ombres des protagonistes sont suggérés par l'usage de tesselles ocre.
Les autres trapèzes figurent le départ pour la chasse, la chasse à l'appelant et une scène de chasse à courre.

#### Départ pour la chasse

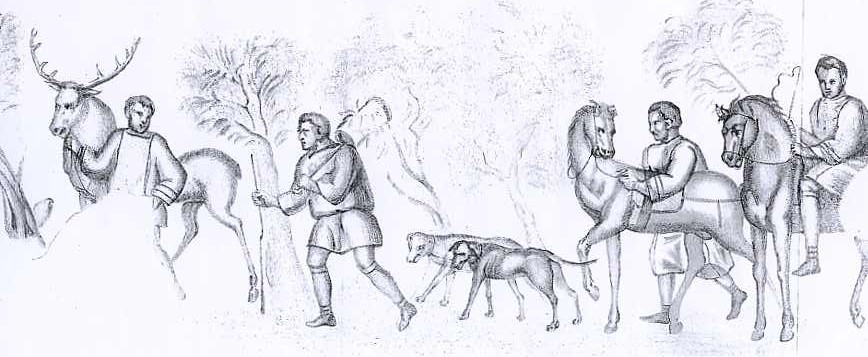
Côté ouest, départ pour la chasse

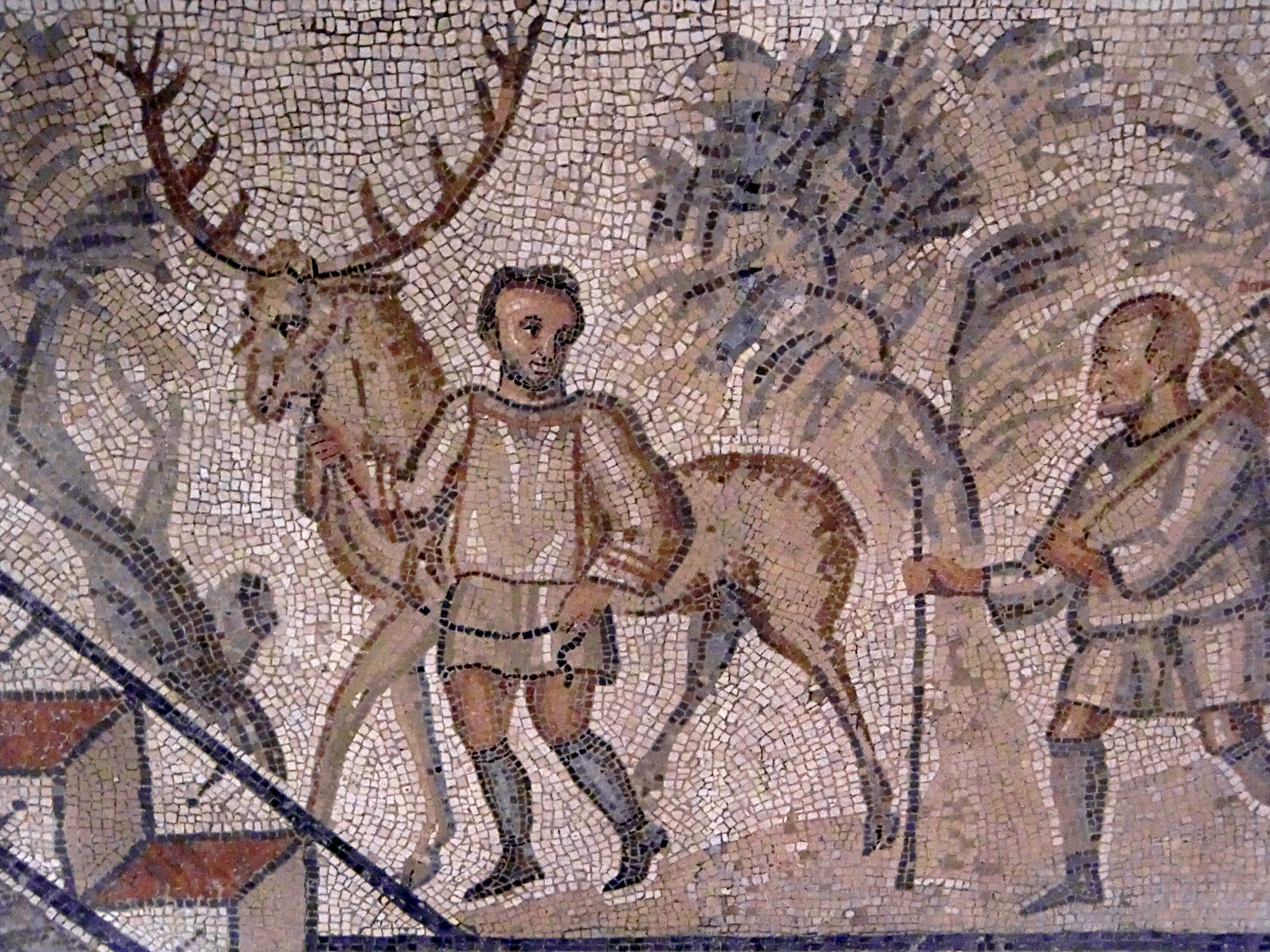
Homme tenant un cerf par la bride, détail de la scène du départ pour la chasse

La scène du départ pour la chasse représente une file de personnages et d'animaux dans un paysage touffu, cheminant vers la gauche.
De droite à gauche on trouve deux cavaliers, un homme muni d'un bâton et d'un objet cylindrique et suivi par deux chiens. L'objet cylindrique a été pris « pour une massue servant à assommer le cerf, pour un marteau à fixer un piquet au sol, pour un tambour recouvert de peau » ou même pour un élément destiné à éclairer la scène de chasse ; Yvart adhère quant à lui à l'hypothèse d'un ustensile destiné à la chasse, pour « enrouler une banderole de battue ». La gauche est occupée par un cerf tenu par un homme au moyen d'une bride.
Le cavalier le plus à droite monte un cheval et tient un fouet, le second s'apprête à enfourcher sa monture. Un des deux cavaliers a été fortement remanié dans la restauration moderne et sa posture est désormais « étrange et guindée », alors que la position originelle était un mouvement plus fluide, « évoquant la posture d’un cavalier au galop qui tente de regarder derrière soi, et d’un effet infiniment plus heureux que ce que nous voyons représenté aujourd’hui ».

#### Chevauchée

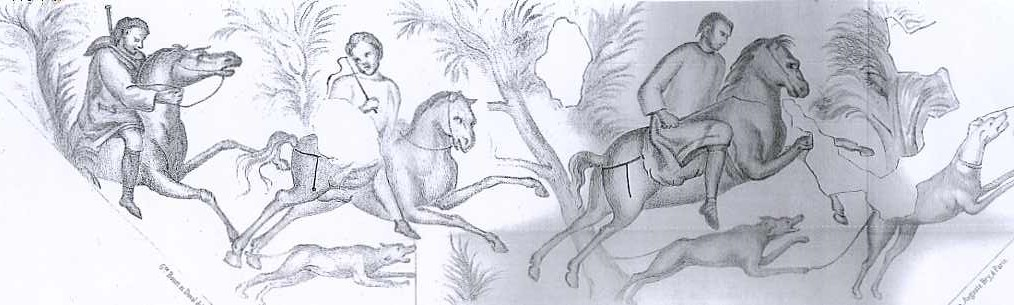
Côté est, chasse à courre

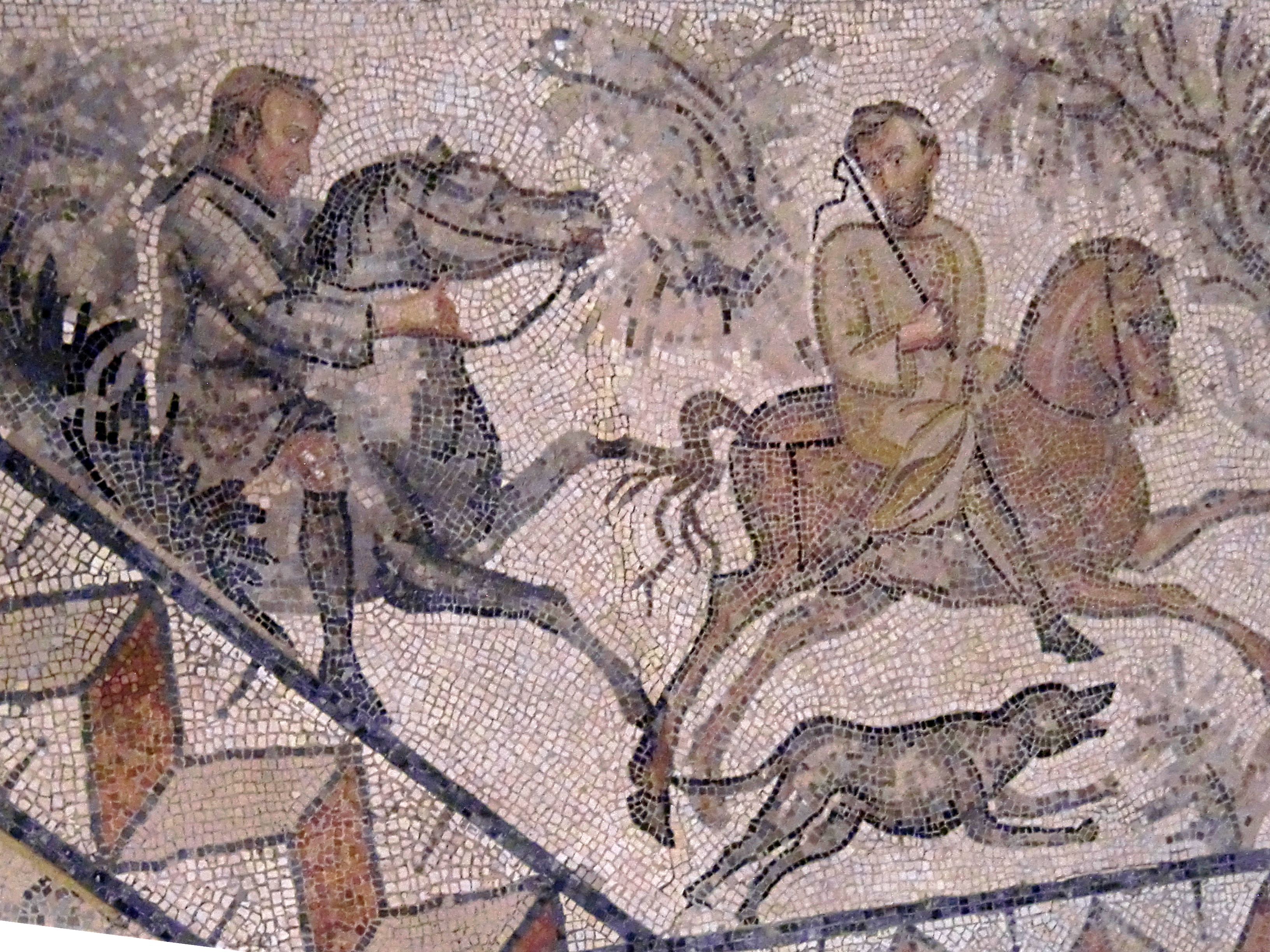
Deux cavaliers de la scène de la chasse à courre

La scène dite de la chasse à courre figure la chevauchée de trois cavaliers accompagnés de chiens et préposés à rabattre le gibier vers la zone où est posté le maître muni d'un arc. C'est sans doute là « la chevauchée bruyante des rabatteurs ». Yvart considère ce panneau comme sans rapport avec la chasse à l'appelant et l'identifie comme une scène de chasse à courre, même s'il considère que certains des chasseurs sont les mêmes protagonistes que la scène de chasse au brame.
La scène est dynamisée par un mouvement de gauche à droite. Ceci est mis en valeur par la façon dont sont représentés les cavaliers et leurs montures (dont la dernière n'est représentée que par son avant-train) et les chiens, dont le premier est bondissant et représenté comme un animal de très grande taille,.
Un des cavaliers a été restauré de façon maladroite, pour lequel « le restaurateur n'[a] pas compris la position » voulue par l'artiste. Le personnage tenait un fouet et des rênes en se retournant. Les attributs de l'autre cavalier ont peut-être été modifiés par le restaurateur.

#### Chasse à l'appelant

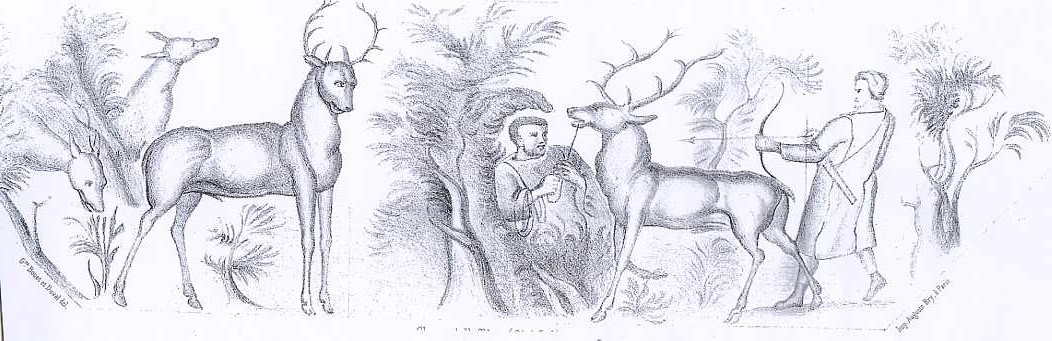
Côté sud, chasse à l'affût

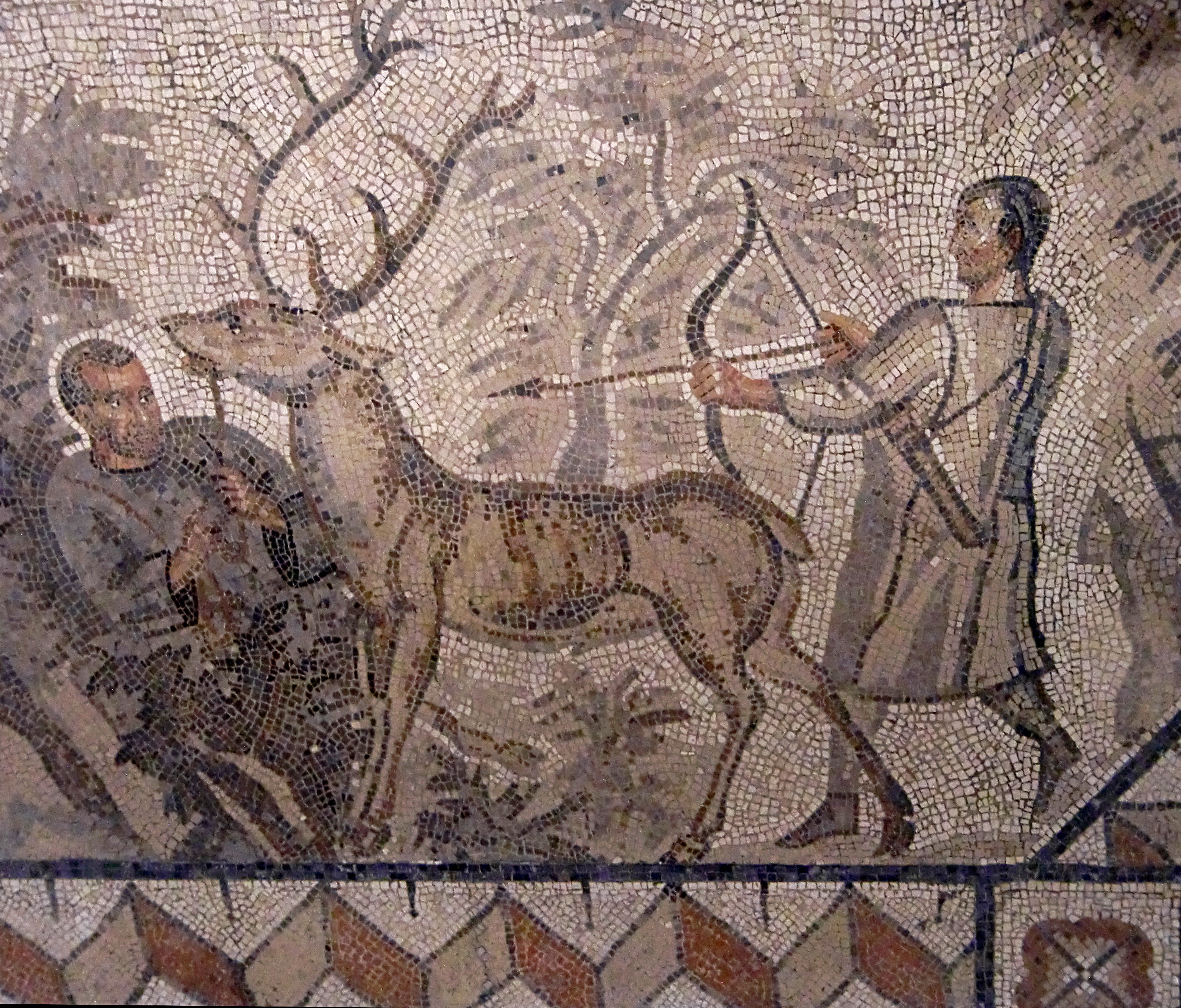
Détail de la scène de la chasse à l'affût, cerf captif et archer prêt à décocher une flèche

La chasse au brame ou à l'appelant « évoque une pratique cynégétique gauloise » : au milieu du panneau on voit un épais buisson ; sur la gauche deux biches, dont on ne voit que l'avant-train, sortent d'un buisson, et devant elles on trouve un grand cerf.
Ce grand cerf est sur le point d'être piégé par un homme accroupi et vêtu d'une tunique blanche, qui a déjà capturé l'un de ses congénères désormais apprivoisé, et qu'il tient au moyen d'une longe. Ce second cerf sert d'appât et « paraît agité et fébrile », « animé d'un mouvement difficile à contenir », peut-être du fait de la majesté de l'animal sauvage auquel il est confronté. L'animal captif est prêt à pousser son brame selon Yvart. Un archer (porteur d'une arme à double courbure), placé derrière le cerf domestique, est sur le point de décocher une flèche en direction du cerf sauvage,, qui est en période de rut, il est représenté dans la posture spécifique à cette période, avec le cou gonflé et la coloration de sa robe. Selon Yvart, ce dernier élément est un signe de « l'art réaliste des gallo-romains ». L'animal sauvage est sur le point d'être abattu.
Les personnages représentés sont de deux types et identifiés selon leurs vêtements et souliers : les chasseurs sont vêtus d'une tunique large et ample « proche du vêtement ample caractéristique des Gaulois » selon E. Deniaux, « maîtres richement parés », et les serviteurs sont quant à eux revêtus d'une tunique plus courte.
Cette technique de chasse au cerf apprivoisé est caractéristique de la tradition gauloise ou germanique selon Darmon, mais « généralisée dans le monde romain » selon Yvart, bien que le style de la mosaïque soit romain. Selon Yvart, la période de chasse au brame ne pouvait avoir lieu que durant la courte période de rut des cervidés au début de l'automne. Les représentations de telles scènes sont rares, Yvart évoque un bas-relief d'arkose conservé au musée Crozatier du Puy-en-Velay, qui porte une représentation précoce d'arbalète, arme connue par les textes de Vegece. Il évoque aussi un vase trouvé à Alise-Sainte-Reine porteur d'une scène du même thème.

### Le motif central

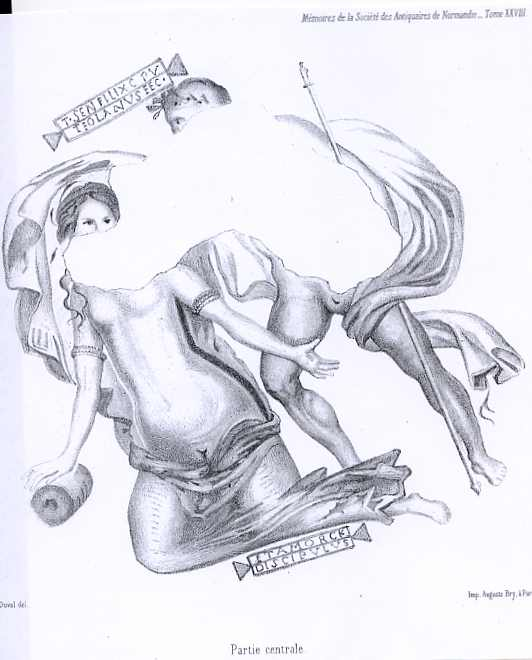
Emblema de la mosaïque selon une gravure de 1871

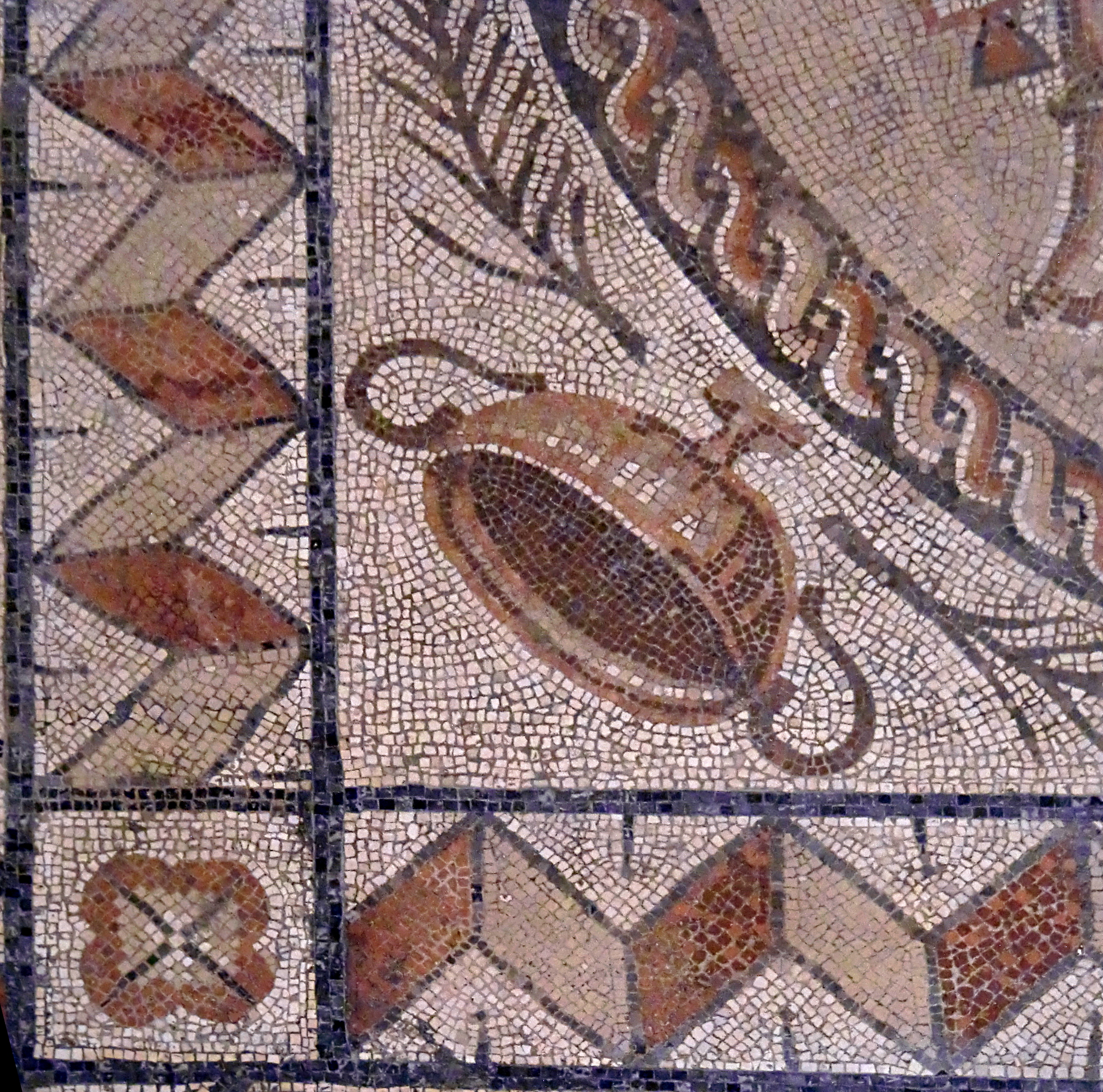
Un des canthares figurés dans un angle du carré central

L'espace central est constitué d'un carré de 2,55 m sur 2,75 m dans lequel est inscrit un cercle portant une scène et a dans chaque angle un écoinçon. Un motif mythologique est figuré dans le cercle et sont présentes également des palmes, symbolisant la victoire, et des coupes dans chaque angle, sans doute des canthares en or remplis de vin,.
Le tableau central était très lacunaire lors de la découverte et l’importance des lacunes sur les documents anciens permet de souligner l’arbitraire de la restauration réalisée à la fin du XIXe siècle.
Le motif mythologique présente une femme presque nue entourée d'un voile suspendu au-dessus d'elle et qui enveloppe ses cuisses, avec une urne à sa main droite et son bras gauche étendu ainsi que sa main vers un personnage masculin, « comme dans un geste d'imploration », enveloppé lui aussi d'un tissu et dont la main gauche tenait un objet mal identifié, sceptre ou thyrse. Le personnage masculin vient de droite dans un mouvement vif, il a fait l'objet de nombreuses restaurations et le restaurateur a retenu des partis-pris qui ne sont pas forcément ceux d'origine du fait de la détérioration du personnage lors de la découverte.
L'identification des personnages n'est pas assurée car celles qui sont proposées ne correspondent pas à des traitements connus : Amymone surprise par Poseidon (auquel il manque son trident, attribut habituel de la divinité marine), la femme ne semble pas une représentation de Daphné ou de Callistô. Une autre interprétation proposée est la rencontre de Dionysos et Ariane, « traitée de façon inhabituelle » même si les coupes sont remplies de vin, cette dernière identification est celle qui a la préférence de Darmon. Le personnage masculin ne semble pas plus être Apollon, contrairement à ce qu'affirme Yvart qui identifie la scène comme Daphné poursuivie par Apollon.
Cependant, le but de l'artiste est compris, en une « unité d'intention », « le thème de la chasse illustrant métaphoriquement celui de la poursuite amoureuse ». La représentation des palmes et des canthares évoque la victoire à la chasse et peut également être transposée dans le domaine amoureux.
Deux inscriptions, AE 1978, 00500 et CIL XIII, 3225, de deux lignes chacune, peu claires, figurent dans le médaillon et dans un cartouche terminé par une queue d’aronde,.

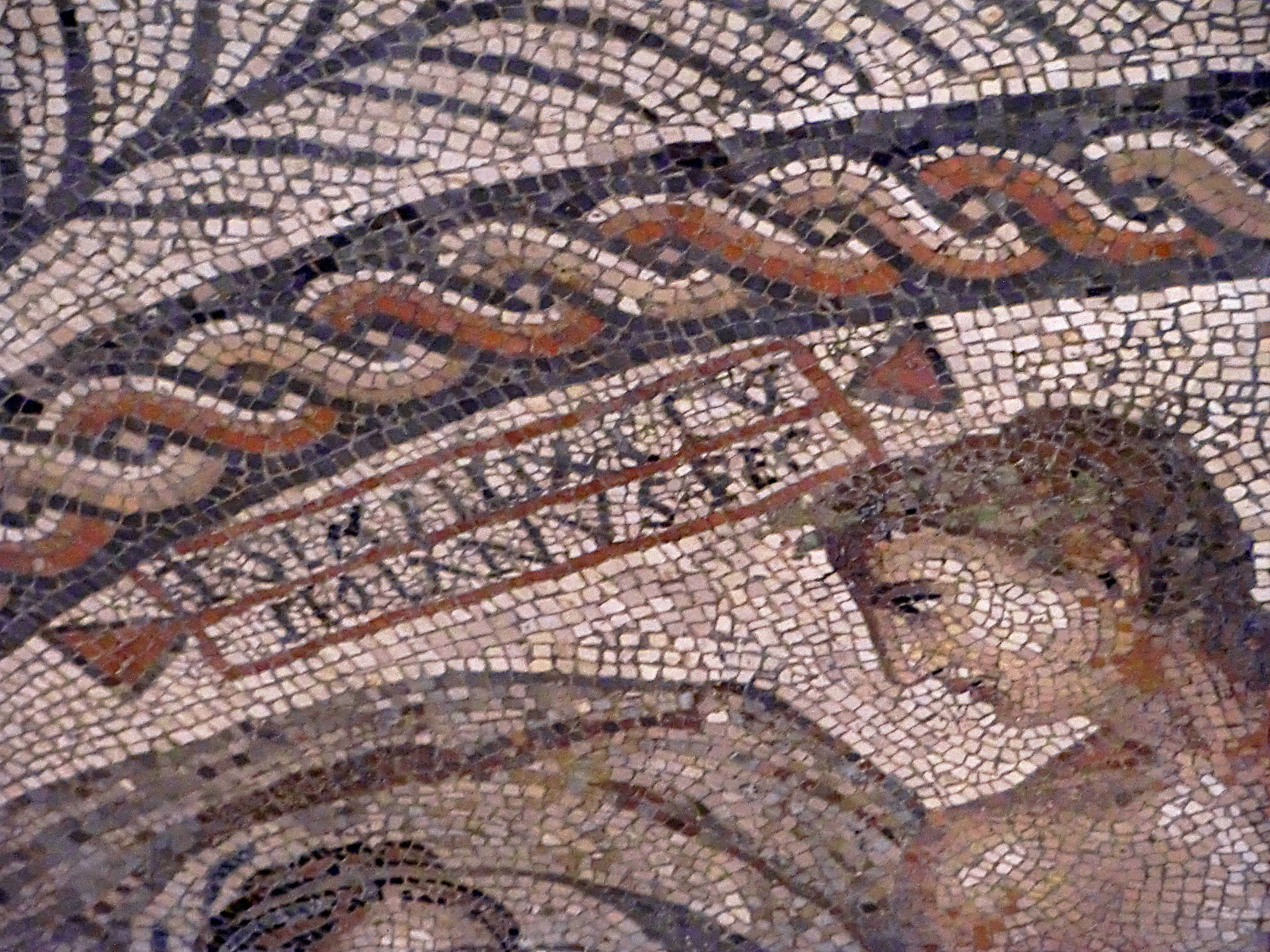
Détail de l'emblema avec une des deux inscriptions

Première ligne : T(itus) Sen(nius) [ou Sextius] Felix c(ivis) pu/teolanus fec(it): Titus Sennius Felix citoyen de Pouzzoles a fait (ou fait faire) [cette mosaïque].
Titus Sennius Felix est soit l’artiste, soit le commanditaire de l’œuvre, le verbe facio signifiant autant « faire » que « faire faire ». Darmon considère que « dans l'état actuel des recherches [...] T. Sen. Felix désignant le commanditaire ».
Cette première inscription est interprétée de cette façon dès les travaux de l’abbé Cochet.
Seconde ligne : (e)t Amor c(ivis) K(aletorum)/ discipulus : et Amor, citoyen de la cité des Calètes, son élève. Certains pensent que l'on peut aussi développer en c(ivis) K(arthaginiensis) (Carthage).
Michel de Boüard considère l'œuvre comme « la mosaïque la plus splendide (...) [comme] due vraisemblablement à la collaboration d'un artiste de Pouzzoles et d'un Calète, son élève et son apprenti ».
Le sens continue de susciter des interrogations, d'autant que le disciple, citoyen romain également, aurait dû être nommé de ses tria nomina. Cette inscription porte peut-être sens eu égard à la thématique de la poursuite amoureuse. L'inscription a peut-être été endommagée « au moment de la dépose ».

## Difficultés et interprétation

### Interprétation difficile d'une œuvre fortement remaniée

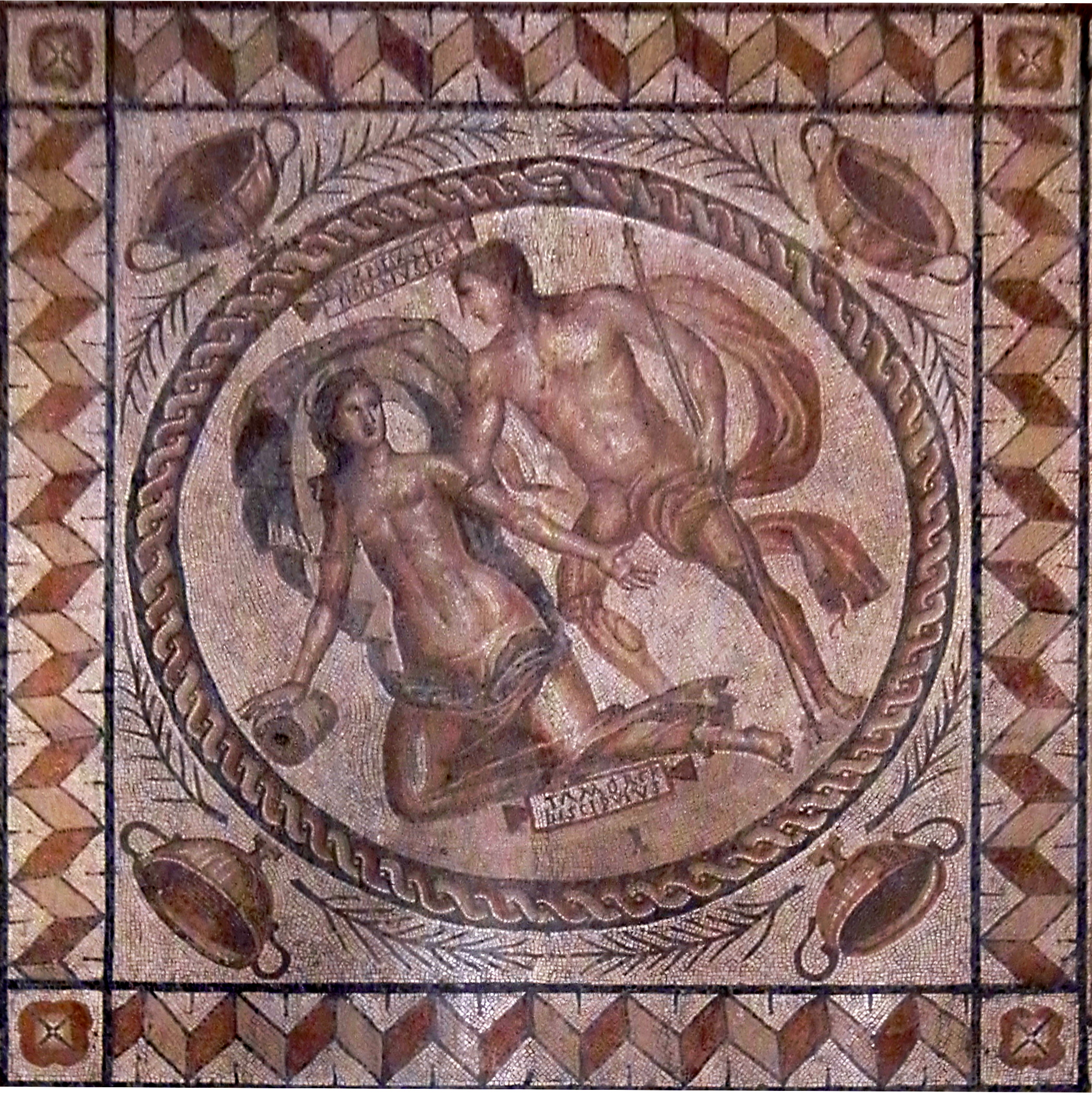
Vue générale du motif central

#### De nombreuses lacunes lors de la découverte
Lors de sa découverte, la mosaïque présentait des lacunes dans le médaillon central et les détails de certains trapèzes, comme l'attestent des documents datés de l’époque de la découverte, dont le plus précieux est une photographie retouchée,. Ces lacunes ont été comblées en 1880, « avec un inégal bonheur ».
Les lacunes les plus importantes concernaient le panneau central, dont les personnages avaient été endommagés, et trois panneaux latéraux sur les quatre présentaient également des manques. « Les parties correspondantes de la mosaïque dans son état actuel sont donc modernes » selon Darmon.

#### Des restaurations parfois intempestives

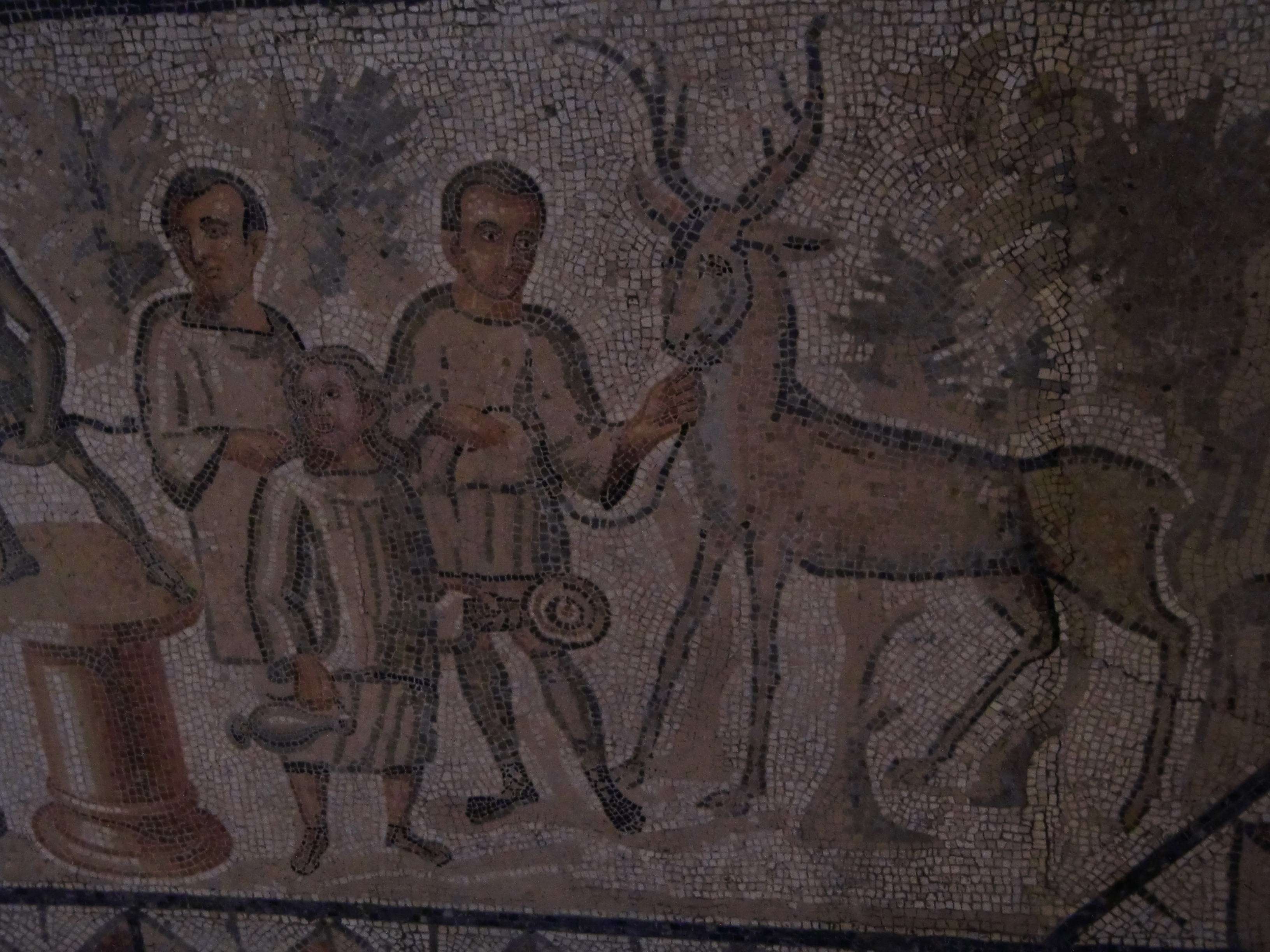
Détail du panneau du sacrifice à Diane chasseresse dont deux têtes de personnages ont été reprises.

Les restitutions sont d’une qualité inégale de même que leur insertion dans l’œuvre antique, avec à la fois des reprises habiles mais aussi des erreurs dont une « supposition arbitraire » ou des imprécisions concernant les couleurs des tesselles utilisées pour la restauration, voire des maladresses – ainsi celle du cavalier du panneau latéral des chevaux et chiens courants. Le panneau central a été fort remanié car les lacunes y étaient importantes, mais le travail de restauration a été effectué avec soin car « le plus scrupuleux examen (…) ne permet pas de déceler leurs limites exactes ».
Certaines têtes de personnages ne sont plus antiques, et les travaux de Darmon démontrent les interventions intempestives réalisées au XIXe siècle, dont « presque tous les visages des personnages des panneaux trapézoïdaux ». Une photographie ancienne révèle que certaines têtes « sont tout à fait conformes aux habitudes des mosaïstes de l’antiquité, la technique est tachiste, plus soucieuse de peinture que de dessin, (…) rend[ant] les volumes en jouant sur les oppositions de couleurs et de tons au moyen de tesselles assez grandes, avec un résultat fort heureux », alors que les têtes actuelles sont réalisées en petites tesselles avec un résultat peu heureux, « le vérisme niais et la mollesse doucereuse s’apparent[a]nt beaucoup plus à l’esthétique saint-sulpicienne qu’à l’art antique »,.

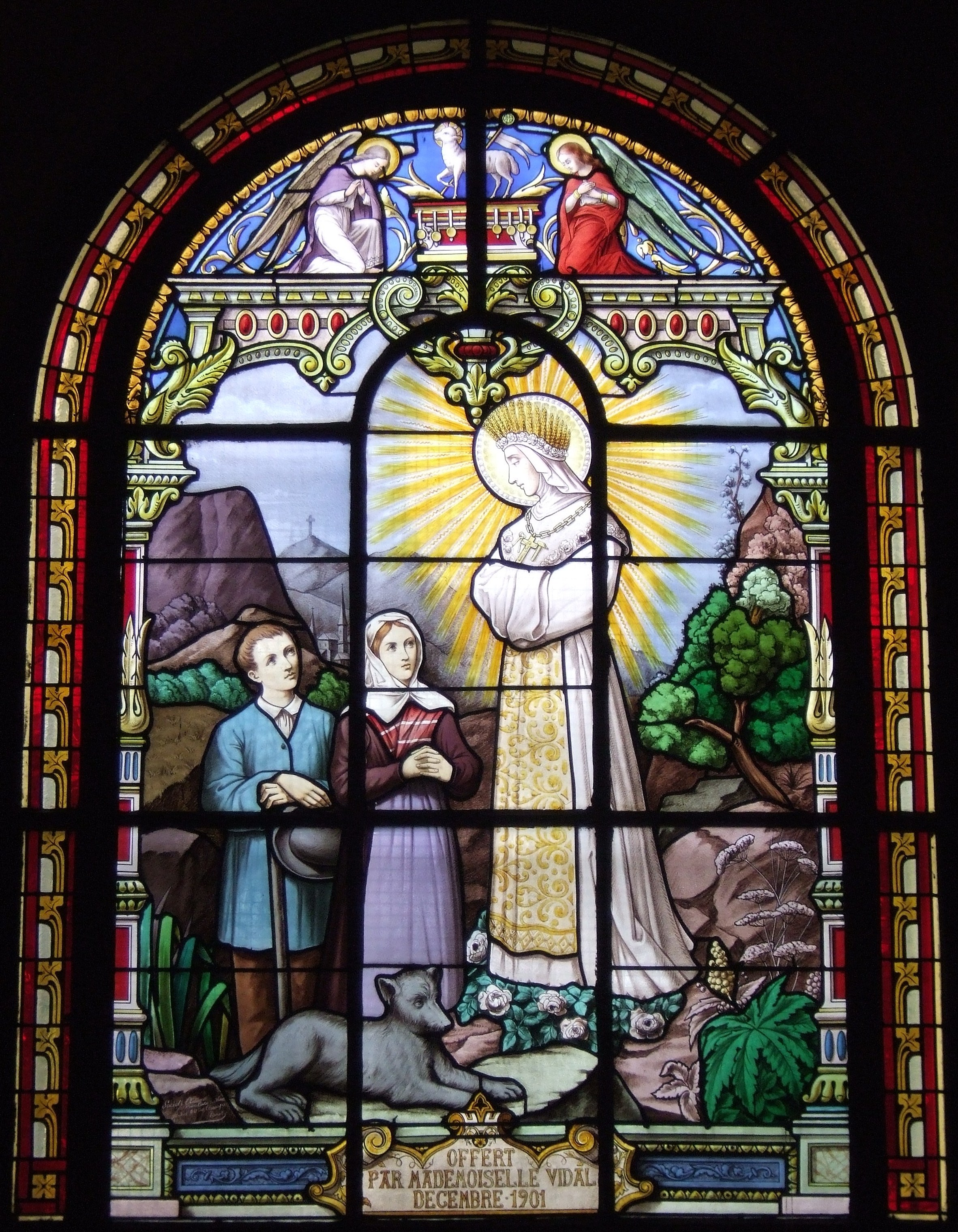
Exemple d'art de style sulpicien, apparition de la Vierge à La Salette, église de Bois-Colombes, 1901.

Les modifications apportées à l’œuvre sont liées soit à une dégradation lors des déposes successives, soit à une fraude : lors de l'envoi en Russie, certaines têtes furent vendues séparément, remplacées à l'occasion de la préparation de la vente de 1885 par d'autres réalisées « non selon l'art antique, mais selon les techniques des Italiens du XIXe siècle formés à l'école de Ravenne, de la Renaissance et de l'art sulpicien ». Darmon souligne que « l’originalité de la fraude serait ici l’insertion de petites parties fausses dans un ensemble authentique, pour remplacer les fragments authentiques correspondants qui eux auraient été vendus séparément »,.
Une tête en mosaïque supposée provenir de Lillebonne et conservée au musée d’Autun est un faux moderne, témoignant de la pratique de l’époque. Plusieurs têtes de l’œuvre actuelle possèdent une « même expression doucereuse et figée, si caractéristique », les végétaux et les animaux semblent avoir été peu remaniés selon Darmon.
« Il reste à découvrir où sont conservées les têtes authentiques qui auraient été vendues entre 1880 et 1885 ».

### Datation et interprétation

#### Datation non encore assurée
Darmon date l’œuvre du IIe siècle et la considère comme contemporaine du théâtre de Lillebonne et « œuvre d’un artiste italien, […] artiste mosaïste de Pouzzoles, formé aux meilleures écoles de son temps ». Yvart considère que la mosaïque date sans doute de ce siècle d'apogée de la cité de Lillebonne. Chatel considère que le bâtiment était un « sacellum païen ». Ces interprétations sont anciennes et ne peuvent être acceptées telles quelles de nos jours, surtout après les fouilles effectuées par Harmand en 1964-1965.

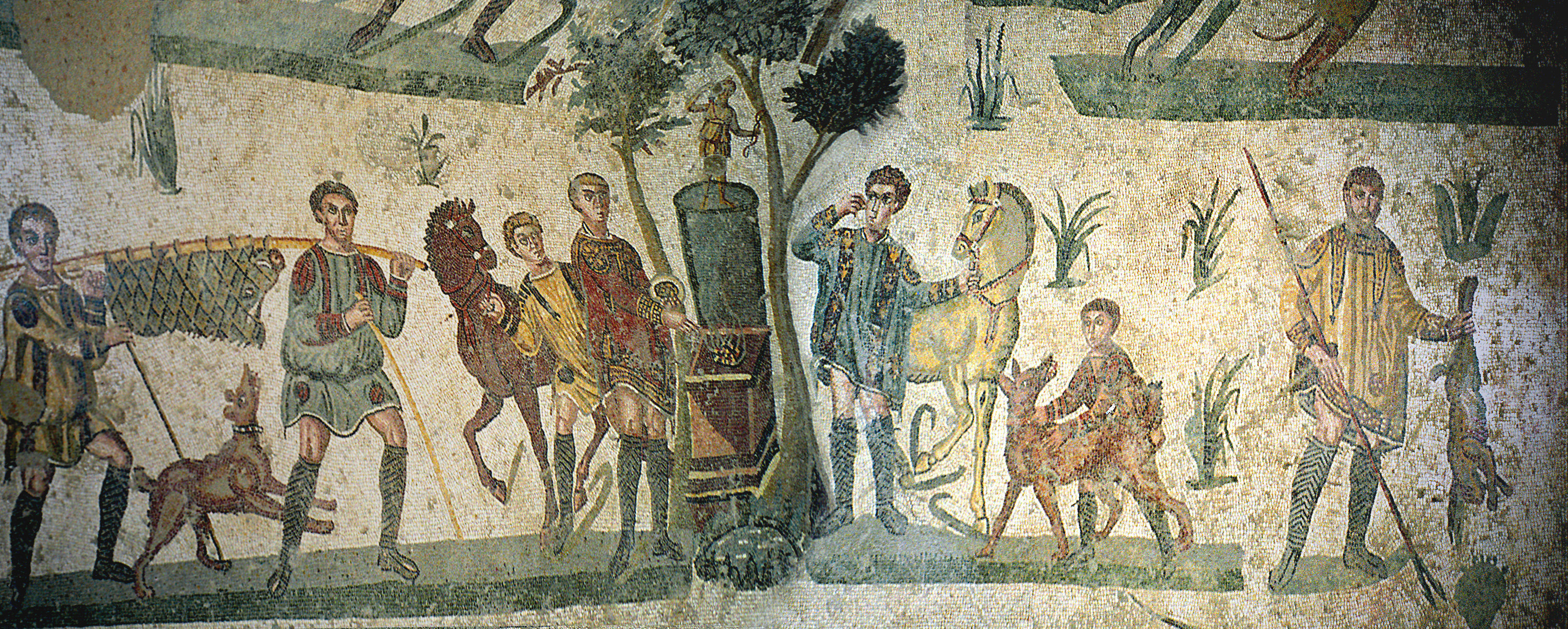
Scène de chasse d'une mosaïque de la villa de la Piazza Armerina avec une statue de Diane sur un piédestal.

La mosaïque peut être comparée aux œuvres du IVe siècle, par le sujet rural et la description « quasi-seigneuriale de la Gaule de Sidoine Apollinaire » mais aussi par des analogies coloristiques avec des œuvres bretonnes du même siècle et une parenté dans les visages avec ceux d'une mosaïque d'Antioche,. La villa d'Antioche « présente un ensemble de panneaux trapézoïdaux traitant des divers épisodes d'une chasse, [dont] un sacrifice propitiatoire offert à Artémis dans un paysage sylvestre ». La même thématique est présente dans la mosaïque de la Petite chasse de la villa de Piazza Armerina, datée de 330. La chasse à courre est un thème courant au IVe siècle.
Des éléments vont dans le sens d'une date tardive : « le traitement fort grossier du drapé qui flotte autour du dieu » et « la lourdeur très fruste de l'épais motif de bordure ». Cependant les archéologues n'ont retrouvé que peu de traces d'une reprise de l'activité après le IIIe siècle, et les tria nomina y sont désormais très peu utilisés si ce n'est pour les personnages très importants.
Avec les doutes permis en l'état actuel des connaissances, Darmon propose une fourchette allant du IIIe siècle à la première moitié du IVe siècle.

#### Témoignage de mode de vie aristocratique

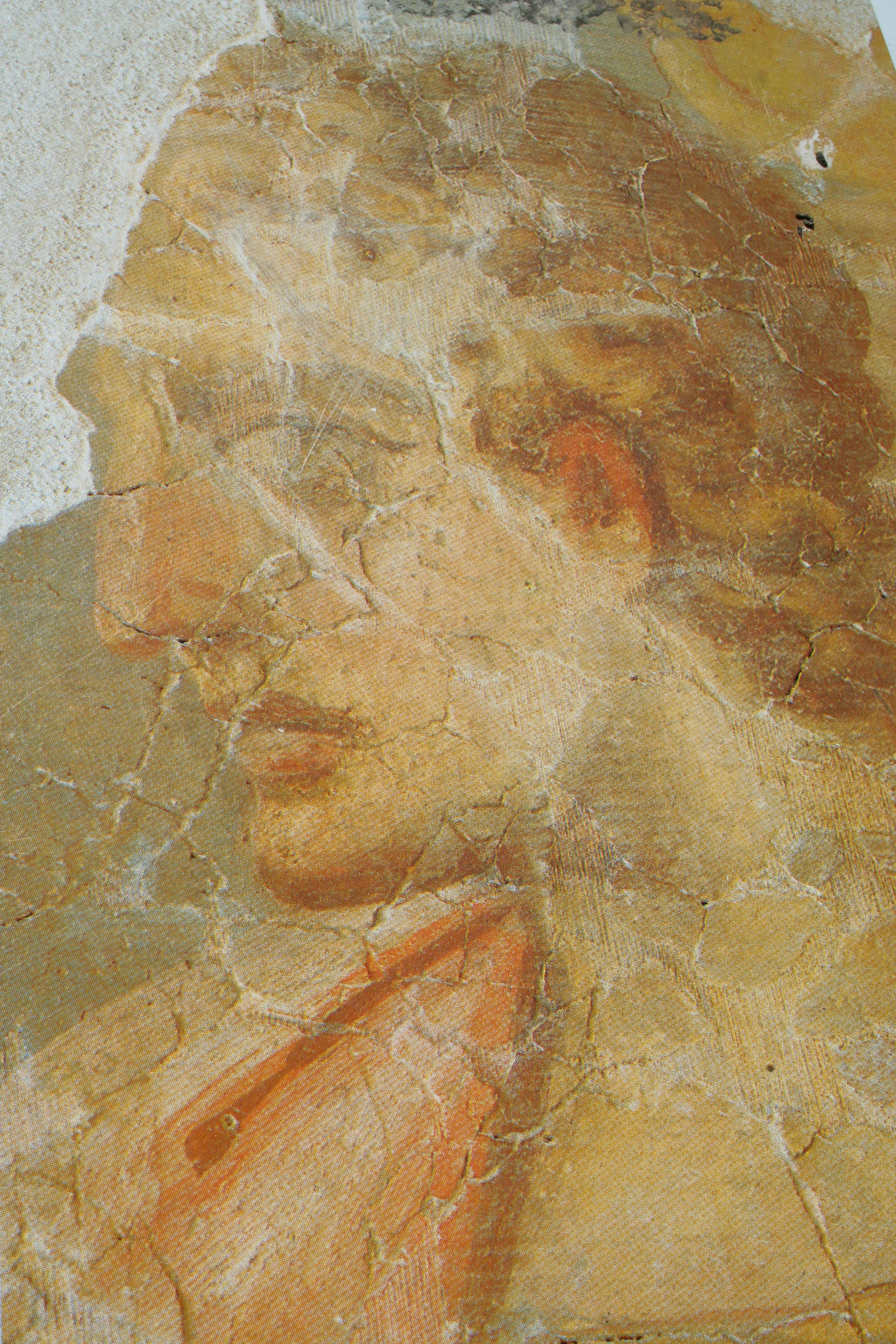
Portrait peint découvert dans les fouilles des thermes du jardin archéologique de l'hôpital de Lisieux.

Avec d'autres découvertes antiques faites en Normandie, comme le trésor de Berthouville ou le marbre de Thorigny, la grande mosaïque de Lillebonne témoigne de la romanisation de l'espace de la future Normandie : le fleuve a sans doute joué un rôle d'axe de pénétration des influences romaines selon E. Deniaux.
L'œuvre témoigne de la richesse des notables locaux, comme les décors peints retrouvés dans les fouilles du jardin archéologique de l'hôpital de Lisieux ou comme certains décors peints retrouvés à un moindre niveau à Bayeux et désormais exposés au Musée Baron Gérard.
« Témoignage des costumes comme des coutumes et des loisirs de quelques grands personnages », les scènes figurées sont représentatives de l'iconographie présente dans les demeures aristocratiques, avec l'« évocation d'un mode de vie aristocratique où le noble affirme sa supériorité par son équipement et son activité », mais avec une adaptation au contexte local, en particulier la figuration des forêts normandes.

#### Ouvrages généraux
- François Baratte, Histoire de l’art antique : L’art romain, Paris, Manuels de l’école du Louvre - La documentation française, 1996 (ISBN 978-2-711-83524-9)
- Jean-Pierre Darmon, Recueil général des mosaïques de Gaule, province de Lyonnaise : 10e supplément à Gallia, vol. 5, CNRS, 1994
- Jeanne-Marie Demarolle, à la recherche des métiers d'art en Gaule et en Germanie romaines,
- Isabelle Rogeret, La Seine-Maritime, Paris, Académie des inscriptions et belles-lettres, Ministère de la culture, Ministère de l'enseignement supérieur et de la recherche ; diff. Fondation Maison des sciences de l'homme, 1997, Carte archéologique de la Gaule ; 76 éd. (ISBN 2877540553)
- Geneviève Sennequier, Les mosaïques du Musée départemental des Antiquités, Département de Seine-Maritime, 2002
- Pascal Vipard, « La (future) Normandie dans l'espace nord-occidental d'après les sources écrites antiques des Ier-IVe siècles », dans Jérémie Chameroy et Pierre-Marie Guihard, Circulations monétaires et réseaux d’échanges en Normandie et dans le Nord-Ouest européen (Antiquité-Moyen Âge), Caen, 2012 (ISBN 9782841334209, lire en ligne), p. 49-73

#### Ouvrages généraux sur l'histoire de la Normandie
- Michel de Boüard, Histoire de la Normandie, Toulouse, Privat, 1970 (ASIN B009OAUDQ8)
- Elisabeth Deniaux, Claude Lorren, Pierre Bauduin et Thomas Jarry, La Normandie avant les Normands : de la conquête romaine à l'arrivée des Vikings, Rennes, 2002 (ISBN 2737311179)
- Claude Groud-Cordray, La Normandie gallo-romaine, Cully, Orep éditions, 2007 (ISBN 978-2-915762-18-1)
- Alain Leménorel, Nouvelle histoire de la Normandie, Toulouse, Privat, 2004 (ISBN 9782708947788)
- Rouen T1 : de Rotomagus à Rollon, Éditions Petit à Petit, 2015

#### Travaux sur la mosaïque
- Eugène Chatel, « Notice sur la mosaïque de Lillebonne », Mémoires de la Société des antiquaires de Normandie, vol. 28,‎ 1873, p. 568-592
- Jean-Benoît-Désiré Cochet, « Sur la mosaïque de Lillebonne », CRAI, vol. 14, no 14,‎ 1870, p. 37-45 (lire en ligne)
- Jean-Pierre Darmon, La mosaïque de Lillebonne, Musée des Antiquités, 1976
- Jean-Pierre Darmon, « Les restaurations modernes de la grande mosaïque de Lillebonne (Seine-Maritime) », Gallia, vol. 36, nos 36-1,‎ 1978, p. 65-88 (lire en ligne)
- Louis Harmand, « La « villa de la mosaïque » à Lillebonne », Revue des Sociétés Savantes de Haute-Normandie. Préhistoire-Archéologie, no 40,‎ 1965, p. 66-71
- Maurice Yvart, « Aperçus nouveaux sur la mosaïque de Lillebonne », Revue des Sociétés Savantes de Haute Normandie, no 14,‎ 1959, p. 36-40
- (Collectif), La mosaïque de Lillebonne - Extrait des Publications de la Société Havraise d'Études diverses. - Deux lettres de M. Ch. Roessler et de M.A. Longpérier, Rouen, 1871
- (Collectif), Grande mosaïque de Lillebonne (Seine Inférieure) dont la vente aux enchères publiques aura lieu Hôtel des Commisseurs-priseurs, rue Drouot... Exposition publique... par le ministère de Me Albinet... assisté de MM. Rollin et Feuardent, experts, Paris, 1885